# هراند تامرازیان
هراند سمباتی تامرازیان (ارمنی: Հրանտ Սմբատի Թամրազյան؛ زادهٔ ۶ سپتامبر ۱۹۲۶ - درگذشته ۹ فوریهٔ ۲۰۰۱) یک منتقد ادبی و آکادمیسین اهل ارمنستان بود.

## زندگی‌نامه
در ۶ سپتامبر ۱۹۲۶ در آچاجور به دنیا آمد و از دانشگاه دولتی ایروان (۱۹۴۸) فارغ‌التحصیل شد. وی عضو فرهنگستان ملی علوم ارمنستان (۱۹۸۶) و اتحادیه نویسندگان ارمنستان بود. وی همچنین برنده نشان دوستی خلق، جایزه دولتی ارمنستان شوروی () و دانشمند شایسته ارمنستان شوروی (۱۹۷۰) شده است. وی در ۹ فوریهٔ ۲۰۰۱ در سن ۷۴ سالگی در ایروان درگذشت و در آرامستان مرکزی ایروان (توخماخ) به خاک سپرده شد.

## نگارخانه

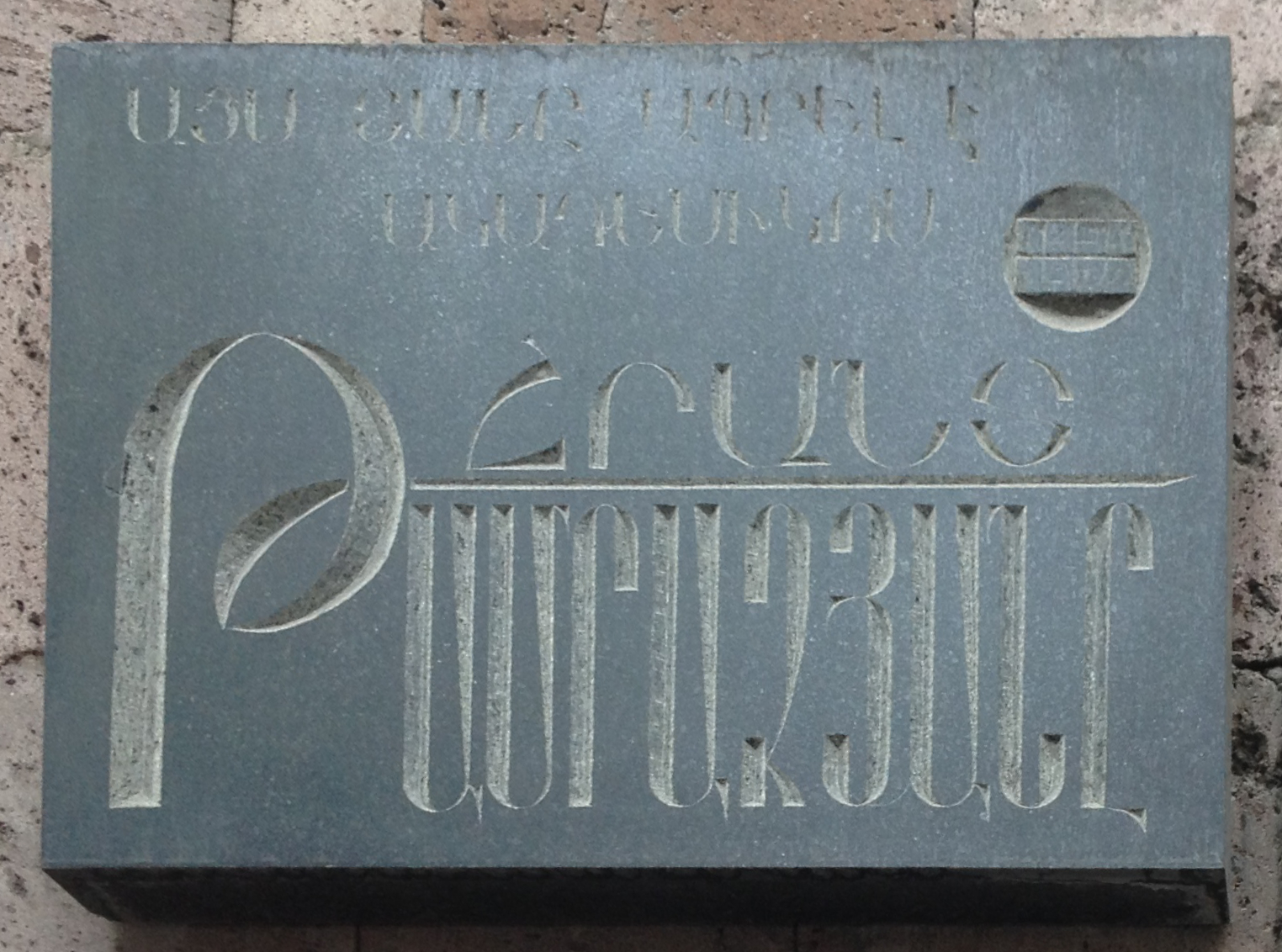

## یادداشت
1. ↑  բանասիրական գիտությունների դոկտոր
2. ↑  Հրաչյա Թամրազյան